# Associazione Calcio Mantova 1975-1976
Questa pagina raccoglie le informazioni riguardanti l'Associazione Calcio Mantova nelle competizioni ufficiali della stagione 1975-1976.

## Stagione
Nella stagione 1975-76 il Mantova ha disputato il girone A del campionato di calcio di Serie C, con 42 punti in classifica si è piazzato in settima posizione, il torneo è stato vinto con 59 punti dal Monza che ha conquistato la promozione in Serie B, nettamente staccate la seconda e la terza, di 13 punti la Cremonese e di 15 punti il Lecco, sono retrocesse in Serie D il Vigevano, il Trento ed il Belluno.
Anche per questa stagione l'allenatore dei virgiliani è Rino Marchesi, il miglior marcatore dei biancorossi è il centravanti Erasmo Iacovone autore di 11 reti giocando 31 partite e tutte messe a segno nel girone di ritorno.

## Rosa
| N. |                   | Ruolo | Calciatore         |
| -- | ----------------- | ----- | ------------------ |
|    | Italia (bandiera) | D     | Angelo Aroldi      |
|    | Italia (bandiera) | P     | Claudio Bandoni    |
|    | Italia (bandiera) | A     | Lauro Barbieri     |
|    | Italia (bandiera) | D     | Bernardino Busi    |
|    | Italia (bandiera) | A     | Ezio Castellucci   |
|    | Italia (bandiera) | D     | Roberto Ceccotti   |
|    | Italia (bandiera) | D     | Sergio Facchi      |
|    | Italia (bandiera) | A     | Erasmo Iacovone    |
|    | Italia (bandiera) | C     | Gianfranco Lizzari |
|    | Italia (bandiera) | D     | Carlo Lolli        |

| N. |                   | Ruolo | Calciatore           |
| -- | ----------------- | ----- | -------------------- |
|    | Italia (bandiera) | A     | Pierpaolo Manservisi |
|    | Italia (bandiera) | D     | Ermanno Merlo        |
|    | Italia (bandiera) | A     | Giancarlo Mongitore  |
|    | Italia (bandiera) | D     | Mauro Noni           |
|    | Italia (bandiera) | C     | Leopoldo Pardini     |
|    | Italia (bandiera) | C     | Guido Quadrelli      |
|    | Italia (bandiera) | A     | Enrico Roncaia       |
|    | Italia (bandiera) | C     | Gianni Ragazzoni     |
|    | Italia (bandiera) | P     | Claudio Tarocco      |

## Risultati

### Serie C girone A

#### Girone di andata
| Arbitro: | Menotti (Bologna) |

|                                   |           |                  |
| Busi 7’ (aut.) Fornara 62’ (rig.) | Marcatori | 30’, 33’ Pardini |

| Arbitro: | Foschi (Forlì) |

|               |           |             |
| Mongitore 67’ | Marcatori | 80’ Fantini |

| Alessandria 28 settembre 1975 3ª giornata | Alessandria       | 0 – 0 | Mantova | Stadio Giuseppe Moccagatta\| Arbitro: \| Bitocchi (Tivoli) \| |
| Arbitro:                                  | Bitocchi (Tivoli) |       |         |                                                               |

| Arbitro: | Tempio (Catania) |

|           |           |  |
| Merlo 49’ | Marcatori |  |

| Arbitro: | Materassi (Firenze) |

|              |           |                     |
| Pasinato 40’ | Marcatori | 7’ (rig.) Mongitore |

| Mantova 19 ottobre 1975 6ª giornata | Mantova          | 0 – 0 | Cremonese | Stadio Danilo Martelli\| Arbitro: \| Paparesta (Bari) \| |
| Arbitro:                            | Paparesta (Bari) |       |           |                                                          |

| Arbitro: | Lanzafame (Taranto) |

|             |           |  |
| Ferrari 71’ | Marcatori |  |

| Arbitro: | Vinci (Messina) |

|                |           |                 |
| Mazzarella 43’ | Marcatori | 72’ Castellucci |

| Mantova 9 novembre 1975 9ª giornata | Mantova           | 0 – 0 | Bolzano | Stadio Danilo Martelli\| Arbitro: \| Patrussi (Arezzo) \| |
| Arbitro:                            | Patrussi (Arezzo) |       |         |                                                           |

| Arbitro: | Prato (Lecce) |

|           |           |  |
| Motta 20’ | Marcatori |  |

| Arbitro: | D'Elia (Salerno) |

|                                  |           |                 |
| Roncaia 14’, 77’ Castellucci 67’ | Marcatori | 39’ Di Giovanni |

| Arbitro: | Bei (Roma) |

|              |           |             |
| Vallongo 72’ | Marcatori | 23’ Lizzari |

| Arbitro: | Lanese (Messina) |

|  |           |             |
|  | Marcatori | 54’ Tosetto |

| Arbitro: | Esposito (Torre Annunziata) |

|  |           |                           |
|  | Marcatori | 52’ Pardini 87’ Quadrelli |

| Mantova 21 dicembre 1975 15ª giornata | Mantova         | 0 – 0 | Venezia | Stadio Danilo Martelli\| Arbitro: \| Marino (Genova) \| |
| Arbitro:                              | Marino (Genova) |       |         |                                                         |

| Belluno 4 gennaio 1976 16ª giornata | Belluno       | 0 – 0 | Mantova | Stadio Polisportivo\| Arbitro: \| Longhi (Roma) \| |
| Arbitro:                            | Longhi (Roma) |       |         |                                                    |

| Arbitro: | G. Panzino (Catanzaro) |

|              |           |                        |
| Mongitore 6’ | Marcatori | 27’ Maruzzo 45’ Mazzia |

| Arbitro: | D'Elia (Salerno) |

|              |           |  |
| Giavardi 75’ | Marcatori |  |

| Arbitro: | Materassi (Firenze) |

|                    |           |  |
| Lizzari 78’ (rig.) | Marcatori |  |

#### Girone di ritorno
| Arbitro: | Bardoni (Modena) |

|                               |           |  |
| Lizzari 69’ (rig.) Facchi 73’ | Marcatori |  |

| Arbitro: | Grillenzoni (Finale Emilia) |

|                                         |           |                          |
| Rampanti 55’, 58’ (rig.) 70’ Magara 70’ | Marcatori | 33’, 89’ (rig.) Iacovone |

| Arbitro: | Lapi (Firenze) |

|               |           |  |
| Mongitore 30’ | Marcatori |  |

| Arbitro: | Baldari (Roma) |

|  |           |              |
|  | Marcatori | 47’ Iacovone |

| Arbitro: | Tempio (Catania) |

|                    |           |                             |
| Lizzari 39’ (rig.) | Marcatori | 55’ Salati 59’ (aut.) Merlo |

| Cremona 7 marzo 1976 25ª giornata | Cremonese         | 0 – 0 | Mantova | Stadio Giovanni Zini\| Arbitro: \| Casella (Voghera) \| |
| Arbitro:                          | Casella (Voghera) |       |         |                                                         |

| Arbitro: | Gazzarri (Macerata) |

|                            |           |  |
| Quadrelli 33’ Iacovone 53’ | Marcatori |  |

| Arbitro: | Morganti (Ascoli Piceno) |

|                            |           |               |
| Manservisi 4’ Iacovone 38’ | Marcatori | 80’ Inferrera |

| Arbitro: | Stillacci (Torino) |

|  |           |                 |
|  | Marcatori | 61’ Castellucci |

| Mantova 4 aprile 1976 29ª giornata | Mantova          | 0 – 0 | Juniorcasale | Stadio Danilo Martelli\| Arbitro: \| Castaldi (Vasto) \| |
| Arbitro:                           | Castaldi (Vasto) |       |              |                                                          |

| Trento 11 aprile 1976 30ª giornata | Trento         | 0 – 0 | Mantova | Stadio Briamasco\| Arbitro: \| Agate (Torino) \| |
| Arbitro:                           | Agate (Torino) |       |         |                                                  |

| Arbitro: | Prestigiovanni (Trapani) |

|                   |           |              |
| Iacovone 70’, 79’ | Marcatori | 9’ Lagonigro |

| Arbitro: | Paparesta (Bari) |

|                                |           |  |
| De Vecchi 23’ Tosetto 55’, 89’ | Marcatori |  |

| Mantova 2 maggio 1976 33ª giornata | Mantova               | 0 – 0 | Padova | Stadio Danilo Martelli\| Arbitro: \| Ponzano (Alessandria) \| |
| Arbitro:                           | Ponzano (Alessandria) |       |        |                                                               |

| Arbitro: | Vinci (Messina) |

|                  |           |              |
| Lolli 73’ (aut.) | Marcatori | 81’ Iacovone |

| Arbitro: | Adamu (Cagliari) |

|                                                    |           |  |
| Lizzari 19’ (rig.) Iacovone 31’, 66’ Mongitore 60’ | Marcatori |  |

| Arbitro: | Migliore (Salerno) |

|            |           |               |
| Poggio 46’ | Marcatori | 22’ Mongitore |

| Arbitro: | Stringaro (Udine) |

|                                |           |                         |
| Iacovone 3’ Lizzari 78’ (rig.) | Marcatori | 6’ Giavardi 33’ Pozzoli |

| Seregno 6 giugno 1976 38ª giornata | Seregno         | 0 – 0 | Mantova | Stadio Ferruccio Trabattoni\| Arbitro: \| Zuffi (Ravenna) \| |
| Arbitro:                           | Zuffi (Ravenna) |       |         |                                                              |